# Forces démocratiques de Guyane
Forces démocratiques de Guyane, FDG, est un parti politique guyanais.

## Présentation
Les forces démocratiques de Guyane ont été créées en 1992 par Georges Othily alors sénateur de Guyane et Alick Egouy, fils de l'un des fondateurs du Parti socialiste guyanais. Tous deux claquent la porte du PSG pour créer un autre mouvement de gauche, simple «association à vocation politique» transformée ensuite en 2000 en parti à part entière.

## Élections
Le parti obtient neuf sièges au conseil régional de la Guyane aux élections régionales de 1998, sept en 2004, aucun en 2010.